# Vastagcsőrű csigaforgató
A vastagcsőrű csigaforgató (Haematopus ater) a madarak osztályának lilealakúak (Charadriiformes) rendjébe, ezen belül a csigaforgatófélék (Haematopodidae) családjába tartozó faj.

## Rendszerezése
A fajt Louis Pierre Vieillot francia ornitológus írta le 1825-ben.

## Előfordulása
Kanada, az Amerikai Egyesült Államok, Mexikó, Argentína, Chile, a Falkland-szigetek,  Peru és Uruguay területén honos.  Természetes élőhelyei a sziklás, homokos és kavicsos tengerpartok. Állandó, nem vonuló faj.

## Megjelenése
Testhossza 46 centiméter, testtömege 585-708 gramm.

## Szaporodása
|  |

## Természetvédelmi helyzete
Az elterjedési területe nagyon nagy, egyedszáma 20900-87300 példány közötti és növekszik. A Természetvédelmi Világszövetség Vörös listáján nem fenyegetett fajként szerepel.